# Spyglass Media Group
Spyglass Media Group, LLC, anteriormente Spyglass Entertainment, es una compañía de producción cinematográfica estadounidense fundada por Gary Barber y Roger Birnbaum en 1998.

## Filmografía

### Programas coproducidos conBuena Vista Pictures

#### Touchstone Pictures
- Instinct (1999)
- The Insider (1999)
- Keeping the Faith (2000)
- Shanghai Noon (2000, seguido por la secuela de 2003 Shanghai Knights)
- Out Cold (2001)
- The Count of Monte Cristo (2002)
- Reign of Fire (2002)
- The Recruit (2003)
- Mr. 3000 (2004) (Coproducido con Dimension Films)
- The Hitchhiker's Guide to the Galaxy (2005)
- Stick It (2006)

#### Programas coproducidos conHollywood Pictures
- The Sixth Sense (1999)
- Stay Alive (2006)
- The Invisible (2007)

#### Programas coproducidos conWalt Disney Pictures
- The Pacifier (2005)
- Eight Below (2006)
- Underdog (2007)

### Programas coproducidos conUniversal Studios
- Dragonfly (2002)
- Bruce Almighty (2003)
- Seabiscuit (2003) (Coproducido con DreamWorks)
- Connie and Carla (2004)
- Evan Almighty (2007)
- Welcome Home, Roscoe Jenkins (2008)
- Wanted (2008)
- Leap Year (2010)

#### Programas coproducidos conRogue Pictures
- Balls of Fury (2007)

### Programas coproducidos conParamount Pictures
- Abandon (2002)
- The Perfect Score (2004)
- Footloose (2011)
- Scream 5 (2022)
- Scream VI (2023)

### Programas coproducidos conColumbia PicturesyAmblin Entertainment
- La leyenda del Zorro (2005)
- Memoirs of a Geisha (2005) (también junto a DreamWorks)

### Programas Coproducidos ConColumbia PicturesyComedy Central
- Reno 911 Miami (2007)